# (188847) Рипей
(188847) Рипей (лат. Rhipeus) — троянский астероид Юпитера, двигающийся в точке Лагранжа L5, в 60° позади планеты. Астероид был открыт 23 марта 2006 года американскими астрономами из обсерватории Кальвин-колледжа и назван в честь одного из персонажей древнегреческой мифологии.

Орбита астероида Рипей и его положение в Солнечной системе